# ミシシッピテスト

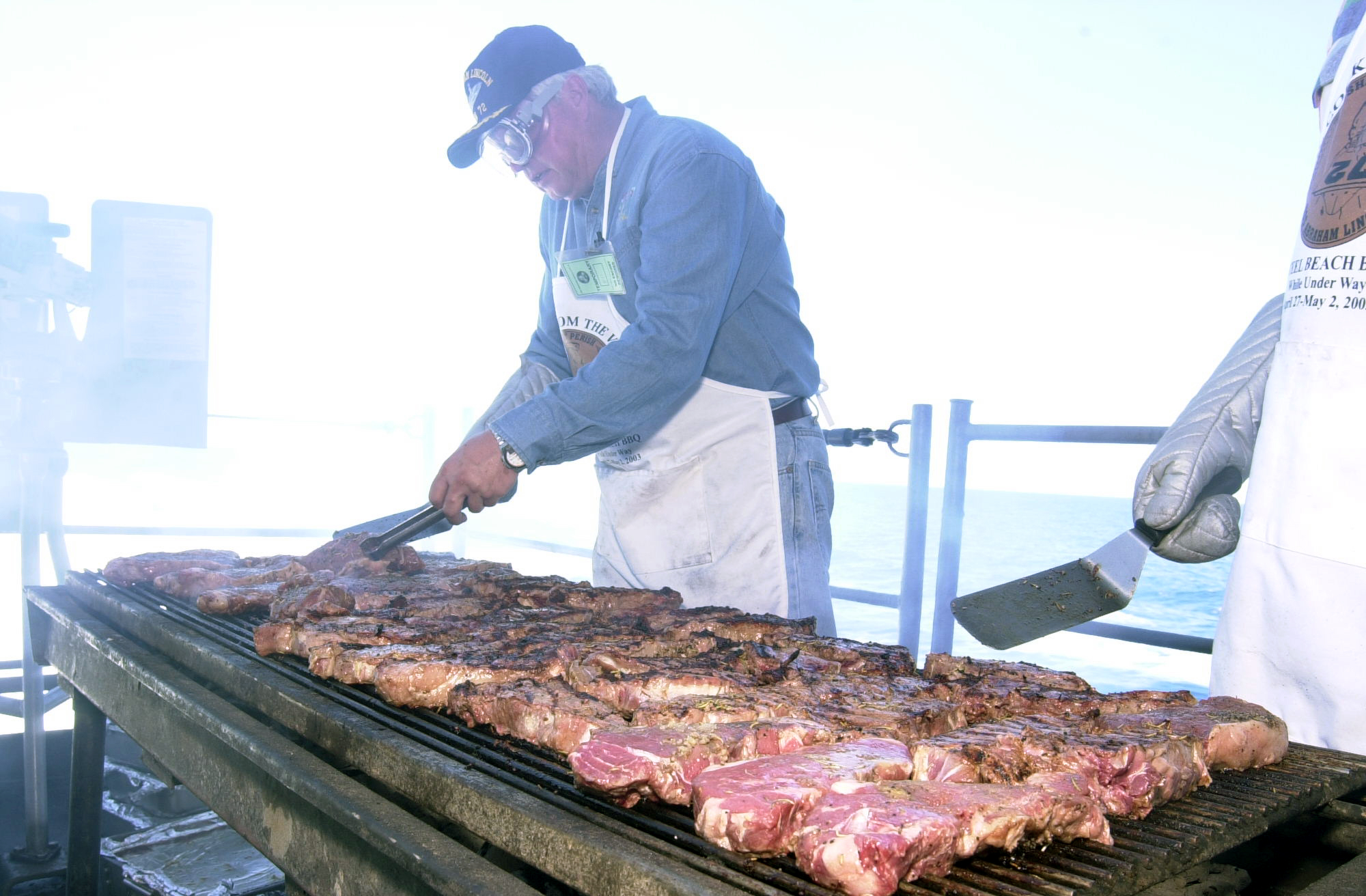
アメリカ海軍でのバーベキューの様子

ミシシッピテスト（Mississippi Counting）は、バーベキューにおける簡易的な温度の測り方。

## 概要
アメリカで考えられた方法で、温度計の無い場合でも火の温度を推測する方法。焼き網の上20cm程度に手をかざし、何カウント耐えられるかによって火の温度を推測する。
アメリカで「BBQマスター」と呼ばれるスティーブン・ライクレンによると、カウント方法は「one Mississippi, two Mississippi...」だが、日本では、「ワン・ミシシッピ、トゥ（ツー）・ミシシッピ、スリー・ミシシッピ…」という測り方と、「ミシシッピ、ミシシッピ、ミシシッピ…」という測り方があり混在している。

## カウントと推測される温度
出典によりカウントと推測される温度の比較はまちまちであるが、ここでは、日本バーベキュー協会の記載に基づく。
| カウント | 温域         | 推測される温度 |
| -------- | ------------ | -------------- |
| 1〜3     | かなりの高温 | 230℃以上       |
| 4〜5     | 中温域       | 170～200℃      |
| 6〜9     |              |                |
| 10〜     | 低温域       | 140℃以下       |